# 詹家镇
詹家镇，是中华人民共和国浙江省衢州市龙游县下辖的一个乡镇级行政单位。

## 行政区划
詹家镇下辖以下地区：
浦山村、詹家村、徐家村、前游村、山后村、新安村、方村、十都村、西方村、石亘村、马叶村、姜家村、夏金村、芝江村、上夫岗村村、淳进村、上塘村、平连村、渡头村、金岭脚村和坑头村。